# Porta Venezia
Porta Venezia – stacja metra w Mediolanie, na linii M1. Znajduje się w pobliżu Porta Venezia, w Mediolanie i zlokalizowana jest pomiędzy stacjami Lima a Palestro. Została otwarta w 1964.